# Доминик Лакапра
Доминик Лакапра (на английски: Dominick LaCapra) e американски историк на идеите, Боуман професор по хуманитаристика в Университета „Корнел“, където преподава от 1969 г.

## Биография
Бакалавърска степен получава в Университета „Корнел“, а докторска – Харвардския университет. Автор е на изследвания върху Жан-Пол Сартър, Гюстав Флобер, Чарлз Дикенс, Херман Брох, Юрген Хабермас, Лудвиг Витгенщайн, Пол Рикьор, Зигмунд Фройд и Карл Маркс.

## Идеи
Изследванията на Лакапра са от голямо значение за трансформирането на интелектуалната история. Неговата цел е да изследва и разшири природата и границите на теоретично информираното историческо разбиране. В трудовете си той интегрира критическата теория, постструктурализма и психоанализата в критическото преосмислянето на историята. В историческите изследвания той въвежда похвати, развити в литературната теория и естетиката, включително т.нар. close reading, реторичен анализ и рецептивна теория. Изследванията на Лакапра са широко дискутирани и в други хуманитарни и социални научни дисциплини, особено теорията му за травмата и изследванията на Холокоста.

### Авторски книги
- Emile Durkheim: Sociologist and Philosopher (Емил Дюркем: Социолог и философ). Cornell University Press, 1972, 325 p.
- A Preface to Sartr (Въведение към Сартр). Methuen young books, 1979, 250 p.
- „Madame Bovary“ on Trial (Съдът над „Мадам Бовари“). Cornell University Press, 1989, 240 p.
- Rethinking Intellectual History: Texts, Contexts, Language (Преосмисляйки интелектуалната история: Текстове, контексти, език). Cornell University Press, 1983, 352 p.
- History & Criticism (Историята и литературознанието). Cornell University Press, 1987, 152 p.
- History, Politics, and the Novel (Историята, политиката и романа). Cornell University Press, 1989, 240 p.
- Soundings in Critical Theory (Измервания на дълбочината в критическата теория). Cornell University Press, 1989, 248 p.
- Representing the Holocaust: History, Theory, Trauma (Представяйки Холокоста: Историята, теорията, травмата). Cornell University Press, 1996, 248 p.
- History and Memory after Auschwitz (Историята и паметта след Аушвиц). Cornell University Press, 1998, 214 p.
- Writing History, Writing Trauma (Писането на историята, описването на травмата). Johns Hopkins University Press, 2000, 248 p.
- History and Reading: Tocqueville, Foucault, French Studies (Историята и прочитите: Токвил, Фуко, Френските философи). University of Toronto Press, 2000, 192 p.
- History in Transit: Experience, Identity, Critical Theory (Историята в ход: Опитът, идентичността, критическата теория). Cornell University Press, 2004, 288 p.
- History and Its Limits: Human, Animal, Violence (Историята и нейните граници: Човешкото, животинското, насилието). Cornell University Press, 2009, 248 p.
- History, Literature, Critical Theory (Историята, литературата, критическата теория). Cornell University Press, 2013, 248 p.
- Understanding Others: Peoples, Animals, Pasts (Разбирайки другите: Хората, животните, различното минало). Cornell University Press, 2018.

### Редакция и съставителство
- (съсъставител заедно със Стивън Каплан) Modern European Intellectual History: Reappraisals and New Perspectives (Пределите на надпреварата: Перспективите на хегемонията и съпротивата). Cornell University Press, 1982, 317 p.
- The Bounds of Race: Perspectives on Hegemony and Resistance (Пределите на надпреварата: Перспективите на хегемонията и съпротивата). Cornell University Press, 1991, 360 p.